# فرانك يو
فرانك يو هو سائق سباق صيني، ولد في 25 مايو 1963 في هونغ كونغ في الصين.

## وصلات خارجية
- فرانك يو على موقع DriverDB.com (الإنجليزية)